# Québecs ursprungsbefolkning
Québecs ursprungsbefolkning består av 11 olika ursprungsbefolkningar i Quebec, var och en med sin egen historia, ett eget språk och en egen kultur. De utgör 41 samhällen utspridda över hela Québec. Majoriteten av dessa samhällen är reservat som administreras av ett stamråd. Inuiterna, som inte är indianer i den mening som avses i Canadas indianlag. De bor i Québecs nordligaste del, ovanför den 55:e breddgraden. De är grupperade i 14 byar i norr, som var och en leds av en borgmästare och ett råd. Cree Nation och Naskapi Nation samt inuitsamhällen är belägna på mark som omfattas av James Bay och Northeastern Quebec Agreement. De flesta First Nations-folk i Québec med registrerad indianstatus bor i indianreservat, men en betydande andel bor utanför dessa samhällen, både i städer och på landsbygden. Över 10 000 inuiter bor i byar i norr vid stränderna av Ungava Bay, Hudson Strait och Hudson Bay.
I Kanada har emellertid termen "indianer" allt mer övergivits och ersatts av First Nations (engelska) respektive Premières Nations (franska). Detta syftar i plural på ursprungsbefolkningen som helhet med undantag av inuiter och métiser, i singular på en enskild grupp som tillhör ett ursprungsfolk och i allmänhet förvaltar ett eller flera indianreservat. Eftersom denna terminologi inte är vedertagen i svenska språket används i denna artikel även de vedertagna svenska orden. De 10 First Nations och Inuit Nation representerar drygt 1 % av Québecs befolkning. 31 december 2022 tillhörde 99 638 invånare av 40 First Nation grupper varav 58 000 bodde på reservat och utanför reservat 40 040 och 1 598 på annan av kronans mark.
Indianreservat är mark under federal jurisdiktion som är reserverad för att användas enbart av First Nations. Stammarnas styrelser kan fatta beslut för att kontrollera användningen av ett reservat. Bosättningar är däremot markområden där ursprungsbefolkningar har bosatt sig och saknar denna specifika status . Stamråd kan inte bestämma över användningen av bosättningar eftersom de aldrig officiellt har avsatts för användning av samhällena. Den federala regeringen administrerar indianernas reservats mark. Den erbjuder tjänster till samhällen som bor i reservat och de som bor i bosättningar. Systemet för Inuiternas bosättningar är kommunalt och faller helt under Québecs jurisdiktion. De nordliga avtalen ger crees, naskapi och inuiter särskilda rättigheter på stora landområden som är klassificerade i tre kategorier. Kategori I områden är reserverat för användning  enbart av dessa nationer medan kategori II- och III-land är offentligt, men dessa nationer har särskilda rättigheter på dessa landområden. År 1998 uppgick reservaten för ursprungsbefolkningar i Québec till 14 786,5 km2. 95 % av denna yta var kategori I-mark. Reservat och bosättningar utgör endast 5 % av hela territoriet, och 70 % av ursprungsbefolkningen bor där.

## Inuiter
De inuitiska samhällena i Québec finns i provinsen allra nordligaste del i det område som kallas Nunavik. Inuitiska samhällen i Québec: Det finns 14 samhällen i provinsen med inuitisk befolkning: Akulivik, Aupaluk. Inukjuak, Ivujivik, Kangiqsualujjuaq, Kangirsuk, Kuujjuaq, Kuujjuarapik, Puvirnituq, Quaqtaq, Salluit, Tasiujaq, Umiujaq.

## Algonkinska folk
Algonkinska folk kallas de som talar ett algonkinspråk.Det är viktigt att förstå att folket Algonkiner utgör bara ett av dess folk. De flesta av firts nations i Kanada tillhör algonkinfolket 8 av tio nationer, De två övriga tillhör gruppen Irokeser.

### Abenakis
Abenakis är en First Nation i Kanada med två grupper bosatta i Québec. De är delade i två grupper:Wôlinak nära Sorel-Tracy är ett reservat inrättat 1708 men medlemmar av nationen kom till trakten redan under 1600-talet. Ett annat reservat i Odanak nära Trois-Rivières bebos också av Abinakinationen. I de båda samhällena bodde i september 2024 den totala registrerade befolkningen i Abenaki i samhällena  Première Nation des Abénakis de Wôlinak 710 och Abenaki Council of Odanak i Quebec  3108 invånare.

### Algonkiner
Algonkinerna, som kallar sig själva anishinaabeg, består av nio grupper av First Nations som lever i samhällen i Outaouais- och Abitibi-Témiscamingue-regionerna. Algonkinerna uppgår till uppskattningsvis 8 600 människor. Deras First Nations grupper är:
- Conseil de la Première Nation Abitibiwinni i Pikogan
- Algonquins of Barriere Lake i Rapid Lake (Lac-Rapide)
- Kebaowek First Nation i Kebaowek
- Communauté anicinape de Kitcisakik i Kitcisakik (Grand-Lac-Victoria)
- Kitigan Zibi Anishinabeg i Kitigan Zibi
- Long Point First Nation i Winneway
- Nation Anishnabe du Lac Simon i Lac-Simon
- Timiskaming First Nation i Timiskaming
- Wolf Lake First Nation i Hunter's Point

### Atikameker
Atikamekerna (även atikamekwer) utgör tre First Nations i Mauricieregionen:
- Atikamekw d'Opitciwan i Obedjiwan
- Les Atikamekw de Manawan i Manawan
- Conseil des Atikamekw de Wemotaci i Wemotaci och Coucoucache

Atikamekerna uppgår till ungefär 4 900 människor.

### Cree
Cree är den mest folkrika algonkinnationen. Majoriteten lever i Québec och Ontario men de finns också i Manitoba och Saskatchewan. I norra Québec finns nio cree-First Nations:
- Cree Nation of Chisasibi i Chisasibi
- Eastmain i Eastmain
- Cree Nation of Mistissini i Mistissini
- Cree Nation of Nemaska i Nemaska
- Oujé-Bougoumou Cree Nation i Oujé-Bougoumou
- The Crees of the Waskaganish First Nation i Waskaganish
- Waswanipi i Waswanipi
- Cree Nation of Wemindji i Wemindji
- Première nation de Whapmagoostui i Whapmagoostui

I Québec lever omkring 13 000 cree. De samarbetar i organisationen Eeyou Istchee.

### Wolastoqiyik
Wolastoqiyik (maliseet eller malécite) består av en First Nation, med den franska beteckningen Première Nation Wolastoqiyik Wahsipekuk. Nationen är formellt fördelad på två urfolks-reservat i regionen Bas-Saint-Laurent. Men reservaten har ingen fast befolkning. Wolastoqiyik nationen tillhörde Wabanaki-konfederationen.
- Cacouna egentligen Cacouna 22 är ett litet urfolksreservat.[4] Vid folkräkningen 2016 saknades permanenta invånare där. Totala ytan är bara 0,90 hektar.[5] Platsen fungerar som en årlig mötesplats för en del av Wolastoqiyik Wahsipekuk samhället med en befolkning runt 600 individer. Byggnaden Denis-Launière House uppfördes vid inrättandet av reservatet omkring 1891. Den är en av de äldsta ännu kvarstående husen på reservat i östra Kanada. Huset restaurerades 2001 och används som hantverksbutik. Det är en kulturminnesmärkt byggnad av Maliseet of Viger First Nation den 26 juli 2013.[6]
- Kataskomiq, tidigare Whitworth 21, är ett urfolksreservat. Platsen administreras av Wolastoqiyik Wahsipekuk First Nation. Reservatet är obebott och saknar infrastruktur. När reservatet skapades fick det sitt namn från staden Whitworth där det etablerades.[7] Den 16 april 2021 bytte reservatet namn till Kataskomiq. Namnet betyder "inland", "öken" eller "isolerat område" på språket Wolastoqey Latuwewakon,. Namnet syftar på markens beskaffenhet, som inte är särskilt lämplig för jordbruk. Reservatet grundades formellt lagligt 1877.

### Mi'kmaq
Mi'kmaq lever i den kanadensiska kustregionen och i Gaspé. I Québec finns tre Mi'kmaq First Nations:
- La Nation Micmac de Gespeg i Gaspé
- Micmacs of Gesgapegiag i Gesgapegiag
- Listuguj Mi'gmaq Government i Listuguj

Det finns omkring 4 300 mi'kmaq.

### Innu
Innu (tidigare kallade les Montagnais) består av nio First Nations i Côte-Nord-regionen. 
- Bande des Innus de Pessamit i Pessamit (Betsiamites)
- La Nation Innu Matimekush-Lac John i Lac-John och Matimekosh
- Innue Essipit i Essipit
- Innu Takuaikan Uashat Mak Mani-Utenam i Maliotenam och Uashat
- Les Innus de Ekuanitshit i Ekuanitshit (Mingan)
- Première Nation des Pekuakamiulnuatsh i Mashteuiatsh
- Première Nation des Innus de Nutashkuan i Nutashkuan
- Montagnais de Pakua Shipi i Pakuashipi (Saint-Augustin)
- Montagnais de Unamen Shipu i Unamen Shipu (La Romaine)

Innu består av omkring 13 800 människor.

### Naskapi
Naskapi är en grupp av First Nation i norra Québec. Regeringarna i Kanada och Québec erkänner naskapi som en separat nation, men de betraktas ofta som en grupp innuer som lever långt bort från övriga innuer. Naskapi gruppen är liten och  bestod 2019 av omkring 970 människor. Naskapi Nation of Kawawachikamach har sitt centrum i Kawawchikamach nära Shefferville. Gruppen har flyttat från sitt ursprungliga område till centrala Labradorhalvön under andra hälften av 1900-talet.

## Irokeser
Av gruppen irokeser (irokesisk talande) finns två First Nations uppdelade i grupper enligt nedan.
Wyandot, wendat, eller huroner, utgör Nation Huronne Wendat i Wendake som helt omges av staden Québec. Wyandot levde ursprungligen i Ontario. Idag uppgår deras antal till omkring 2 800 människor. De talar ett irokesspråk men historiskt var huroner och wyandoter i krig med irokesförbundet.
Mohawker lever i Québec Kanada i tre grupper av First Nations. Det finns 2025 omkring 15 000 mohawker i Québecprovinsen. Mohawkerna tillhörde irokesförbundet men de var förbunda i krig med England och mohawker i franskspråkiga Kanada har en avvikande historia. Av mohawker finns tre grupper i Québec.
- Mohawks of Kahnawá:ke i Kahnawake och Doncaster Gruppen bestod av 11 816 individer i januari 2025.
- Mohawks of Kanesatake i Kanesatake (Kanesatake Lands) och Doncaster bestod av 3 174 individer i januari 2025
- Mohawks of Akwesasne i Akwesasne 15.[1] Gruppen är splittrad på två provinser i Kanada Ontario och Québec samt delstten New York i USA. Akwesasne 15 ligger i Québec. Det är oklart hus stor befolkningen är i Québec.

## Erkända rättigheter
- Convention de la Baie-James et du Nord québécois
- Charte de la langue française (Lag 101)
- Kanadas författning